# Lycophron van Chalcis
Lycophron van Chalcis (Oudgrieks: Λυκόφρων ο Χαλκιδεύς) was een gevierde Alexandrijnse filoloog en dichter. Hij werd geboren in Chalcis op het eiland Euboea, en was de (adoptief?-)zoon van de geschiedschrijver Lycus van Rhegium.

## Biografische gegevens
Lycophron leefde in Alexandrië ten tijde van Ptolemaeus II Philadelphus, en kreeg van deze de opdracht orde te scheppen in de omvangrijke verzameling werken van komediedichters in de befaamde Bibliotheek. Tijdens en als gevolg van zijn intensieve onderzoek schreef hij een omvangrijk werk met de titel Περὶ Κωμῳδίας / Over Komedie, die klaarblijkelijk een gedetailleerd overzicht bood van de aard en de evolutie van de Oudgriekse komedie, een lijst van de komediedichters en hun werken, en bovendien een hele reeks onderwerpen die rechtstreeks of onrechtstreeks betrekking hadden op de interpretatieproblematiek van bepaalde komedies.
Verdere details zijn er niet bekend over Lycophrons leven, buiten het feit dat Ovidius weet te vertellen (zie Ibis, vv. 531-532) dat hij om het leven kwam door een pijlschot.

## Literair werk
Buiten zijn hoger vermelde wetenschappelijke werk, verdiende Lycophron ook als dichter een voorname plaats onder de Griekse tragediedichters, ook al is er van zijn omvangrijke œuvre nauwelijks een paar verzen bewaard gebleven. De Suda vermeldt 24 titels van Lycophrons tragedies, maar Ioannes Tzetzes maakt er zelfs 46 (of 64?) van. Vier verzen uit zijn tragedie Πελοπίδαι / Pelopiden worden geciteerd door Stobaeus.
Hij schreef ook een satirisch drama, met de titel Μενέδημος / Menedemus, waarin hij de draak stak met zijn streekgenoot, de filosoof Menedemus van Eretria, die, vreemd genoeg, nochtans hoog opliep met Lycophroons tragedies.
Er wordt over hem verteld dat hij een meester was in het verzinnen van anagrammen, waarvan hij er dan ook verschillende maakte in opdracht van het koningspaar Ptolemaeus II en Arsinoë.
Het enige gedicht van Lycophron dat voor ons bewaard bleef is zijn Κασσάνδρα / Cassandra (of Alexandra). Dit is géén tragedie, noch een epos, maar een lange monoloog in 1474 jambische verzen waarin de dichter Priamus' ongelukkige dochter Cassandra de Val van Troje en de toekomstige lotgevallen van de Griekse en Trojaanse helden laat voorspellen. Het werk bevat ook een hele reeks mythologische en historische uitweidingen die zelfs teruggrijpen tot de Argonautensage, de Amazonen, de verhalen over Io en Europa en doorlopen tot Alexander de Grote. Het heeft geen hoge literaire pretenties, en is niet meer dan een moeilijk te verteren brouwsel van traditionele alexandrijnse geleerdheid. De Suda omschrijft het als een σκοτεινὸν ποίημα / duister gedicht, dat zijn auteur terecht de bijnaam de Duistere heeft bezorgd. Niettemin inspireerden de ontoegankelijke geleerdheid en de duisterheid van het gedicht tot in de late oudheid verschillende filologen tot het schrijven van waardevolle commentaren.

## Discussie
In het verleden werd er onder filologen weleens getwijfeld of de tragediedichter Lycophron wel dezelfde persoon is als de auteur van de Cassandra. Sommige verzen uit dit gedicht (1226 e.v. en 1440 e.v.) kunnen immers geïnterpreteerd worden als verwijzingen naar de Romeinse geschiedenis, waardoor men probeerde af te leiden dat de auteur niet kon geleefd hebben vóór de tijd van Flaminius (ca. 190 v.Chr.). Daartegen werd dan de hypothese uitgewerkt dat hoger vermelde verzen weleens interpolaties uit latere perioden kunnen zijn.
- Bibsys: 90803399
- Biblioteca Nacional de España: XX1102744
- Bibliothèque nationale de France: cb121960912 (data)
- Catàleg d'autoritats de noms i títols de Catalunya: 981058512064506706
- CiNii: DA01745356
- Gemeinsame Normdatei: 118780883
- International Standard Name Identifier: 0000 0001 2281 3158
- Library of Congress Control Number: n85216215
- Nationale Bibliotheek van Letland: 000134683
- Nationale Bibliotheek van Tsjechië: jo2012689685
- Nationale bibliotheek van Australië: 35826737
- Nationale Bibliotheek van Israël: 987007264707205171
- Nationale en Universitaire bibliotheek Zagreb: 000329266
- Nederlandse Thesaurus van Auteursnamen: 069436835
- Réseau des bibliothèques de Suisse occidentale: 02-A000107773
- Istituto Centrale per il Catalogo Unico: RAVV073638
- LIBRIS: 72955
- Système universitaire de documentation: 030572606
- Trove: 1105411
- Virtual International Authority File: 68976194
- WorldCat: E39PCjyBcMfVhQ7G6k64RQ96jC